# 황채민
황채민(2010년 11월 29일 ~)은  걸그룹 비타민 (음악 그룹)의 멤버이자 아역 배우이다.
현재는 고등학생이며 너무 뛰어난  미모를 가지고있다 
너무 이쁘고 사랑스럽다